# Hymenophyllum filmenofilicum
Hymenophyllum filmenofilicum là một loài dương xỉ trong họ Hymenophyllaceae. Loài này được Christenh. & Schwartsb. mô tả khoa học đầu tiên năm 2009.
Danh pháp khoa học của loài này chưa được làm sáng tỏ. 